# كعكة الأفوكادو
كعكة الأفوكادو، وتسمى كيك الأفوكادو وحلوة الأفوكا (المغرب)، وهي كعكة تُعدّ باستعمال الأفوكادو كمكونٍ أساسيٍ فيها، إضافةً إلى مكونات أخرى تُعطي الكعكة شكلاً نموذجيًا كالبيض والطحين اللذين يدخلان في إعداد الأنواع الأخرى من الكعك. الأفوكادو المستعمل يُمكن أن يكون مهروسًا، ويمكن استخدامه كعنصر في خليط الكعكة، وتتكون هذه الكعكة من العديد من الطبقات. وتعتبر هذه الكعكة من الحلويات الغربية.
ولكعكة الأفوكادو عدة أصناف منها ما هو مخبوز بالفرن وأخرى تُحضّر مع براوني أوتشيز كيك. وما يميز الكعكة غير المطبوخة هو كونها غنيٌّة بنسبة عالية من فيتامين إي والأحماض الدهنية الأساسية المستمدة من الفاكهة. ومن المكونات التي يمكن أن تضاف للكعكة القشدة المخفوقة وماء الورد.
الأفوكادو يسمى أيضا الزبدية لكن في مصر تطلق كيك الزبدية على كيك الزبادي.

## نظرة عامة

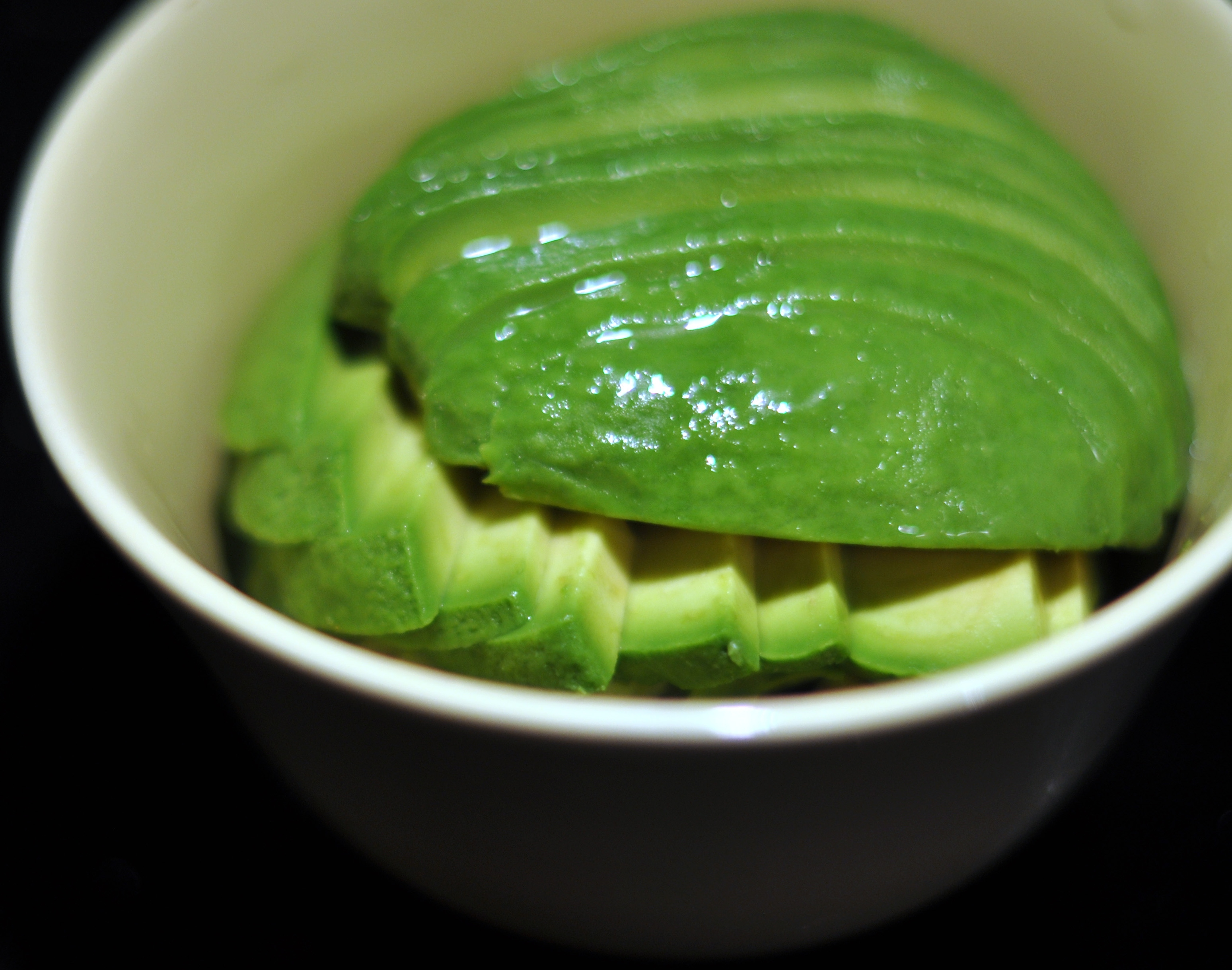
الأفوكادو مكون رئيسي في كعكة الأفوكادو

### فاكهة الأفوكادو
فاكهة الأفوكادو هي المكون الرئيسي للكعكة، ويدخل في تكوينها عدد من المكونات الأخرى التي تعد أساس كل كعكة. ويمكن استخدام أنواع مختلفة من فاكهة الأفوكادو لإعداد الكعكة. يُمكن أن تكون كعكة الأفوكادو ذات نكهة أفوكادو خفيفة مشبعة في الطبق، ويمكن استخدام الفاكهة مُقطّعةً أعلى الكعك أو للتزيين. وفي المطبخ المكسيكي طريقة لتحضير الأفوكادو على شكل الغواكامولي.

### مكونات أخرى
قد تضاف مكونات أخرى لإعداد الكعكة مثل قشور الحمضيات عن طريق بشرها بواسطة مبشرة وخلطها مع خليط الكعكة، وعادة ما يكون الليمون والبرتقال على رأس هذه الحمضيات المستخدمة.
من بين المكونات الإضافية المستخدمة في الإعداد: اللبن والزبيب أو التمر والجوز والبندق والبهارات والقرفة وجوزة الطيب، وقد يستعمل عصير الليمون مع الأفوكادو لمنع مَيْل لون الكعك للسُمرة، لأنه من المعروف أن هذه الثمرة تتأكسد مع الهواء وتميل إلى اللون البني مما قد يفسد الشكل الجمالي للكعكة. وتستعمل فاكهة الأفوكادو كعنصر أساسي كذلك في خليط كعكة الشوكولاتة والفطائر المحلاة.

## المكونات
لصنع الكعكة تُستعمل المكونات التالية والتي تعتبر العناصر الرئيسية للكعكة مع إمكانية تعويض بعضها بأخرى:
| المكون                             | الكمية          | الكمية بالجرامات |
| ---------------------------------- | --------------- | ---------------- |
| دقيق                               | 2/1 كوب         | 62.5             |
| سكر                                | 3/1 كوب         | 66.67            |
| قرفة مطحونة                        | 2/1 ملعقة صغيرة | 2.5-3            |
| جوزة الطيب                         | 2/1 ملعقة صغيرة | 2.5-3            |
| بهارات                             | 2/1 ملعقة صغيرة | 2.5-3            |
| بيكربونات الصودا                   | 2/1 ملعقة صغيرة | 2.5-3            |
| ملح                                | 2/1 ملعقة صغيرة | 2.5-3            |
| أفوكادو مهروس أو مقطع              | 1 كوب           | 150              |
| بيض                                | 3               |                  |
| لبن                                | 3/1 كوب         | 78.8 (مل)        |
| تمر                                | 1 كوب           | 147              |
| سكر بودرة وتمر ومكونات أخرى للزينة |                 |                  |

## طريقة التحضير
تُتّبع عدة خطوات لتحضير الكعكة وهي:
1. هرس الأفوكادو واستخدامه مع خليط الكعكة، أو تقطيعه إلى قطع صغيرة أو كبيرة واستخدامه في عمل طبقات بخَبز خليط الكعك الذي يكون عادة إسفنجياً بعد خَبزه والحصول على خليط متجانس.
2. تقطيع الأفوكادو على شكل دوائر كبيرة أو أي شكل آخر ثم البدء في وضع خليط الكعك المخبوز ثم طبقة من الأفوكادو فوقه أو يمكن أن تضاف طبقة من الكريمة المخفوقة، ثم بعد ذلك تُعاد الكرة عدة مرات لتُختم بطبقة من المزيج المخبوز.
3. تزيين الكعكة بقطع من الأفوكادو والمكسرات أو حتى من السكر المطحون الذي يعطي شكلاً جميلاً ومميزاً لها.
4. تسخين الفرن إلى درجة حرارة مناسبة تصل إلى 180 درجة مئوية ثم وضع الخليط فيه لينضج لمدة تصل لساعة وربع الساعة ثم تترك الكعكة لتبرد بعد إخراجها منه.

## الحقائق الغذائية
تتميز الكعكة بمحتواها الصحي الذي لا يحتوي على الكولسترول، ومنخفض السكر، والغني بكل من (الكربوهيدرات بما فيها الألياف الغذائية والمنجنيز والمغنسيوم والصوديوم والبوتاسيوم)، فيما تحتوي على نسب جيدة من البروتين والدهون الصحية.

## الأصناف

### كعكة الأفوكادو غير المطهوة
هي صنف من أصناف كعكة الأفوكادو وتتميز بأنها لا تطبخ ولا تحتاج لحرارة لتنضج، بل يتم خلط الأفوكادو المهروس مع غيره من المكونات التي تُمزج جيدًا معًا إلى حين الاتساق السلس ومن ثَمَّ تُبرّد الكعكة بوضعها في الثلاجة لكونها غير مطبوخة. وتحتوي هذه الكعكة التي يُستخدم في تكوينها كمية كبيرة من فاكهة الأفوكادو على نسبة عالية من فيتامين إي والأحماض الدهنية الأساسية المستمدة من الثمرة.

### براوني الأفوكادو
هو نوع من كعك الأفوكادو وهو البراوني المعد باستخدام فاكهة الأفوكادو كعنصر أوّلي. واستخدام هذه الفاكهة ناضجةً قد يساهم في الحصول على كعك طريٍ. كما يمكن استعمال الحبة السوداء في الطبق بدلاً عن الطحين.

### تشيز كيك الأفوكادو
تستخدم الثمرة كبقية الأنواع كأساس تشيز كيك الأفوكادو الذي يعتبر نمطًا من التشيز كيك. ويمكن استخدام الأفوكادو الخام في تحضيرها، ويساعد في الحصول على نسيج دسم متَّسقٍ.

## الأفوكادو المستعمل أعلى الكعك
تُوضع فاكهة الأفوكادو أعلى الكعك. والمزيج أعلى الكعك هو خليط فاكهة مضغوطٌ مخلوطٌ بالحليب أو الكريم ويعود أصل هذا الخليط إلى القرن السادس عشر. وتُوضع الثمرة في الكعك الإسفنجي مع الحليب، وهو من المأكولات في المطبخ السريلانكي. ويمكن إعداد الطبقة العلوية باستعمال الأفوكادو والكريم وعصير الليمون والسكر. وفي المطبخ الغربي، يمكن أيضًا إضافة شراب الرم.